# Наука (1881 – 1884)
 Тази статия е за литературното списание от 1881 до 1884 г..  За печатния орган на Съюза на учените в България вижте Наука (списание, 1991).  За научното онлайн списание вижте Българска Наука (списание).
„Наука“ е българско литературно списание, издавано от Научно-книжовно дружество в Пловдив в периода от април 1881 до декември 1884 г.
В списанието Иван Вазов публикува за първи път своят повест „Немили-недраги“, както и разказа си „Хаджи Ахил“.